# Monica Hargrove
Monica Hargrove (née le 30 décembre 1982 à New Haven) est une athlète américaine, spécialiste du 400 mètres.

## Biographie
Elle remporte la médaille d'argent du relais 4 × 400 m lors des Championnats du monde en salle 2006, à Moscou, en compagnie de Debbie Dunn, Tiffany Williams et Mary Danner. 

### Palmarès
| Date | Compétition                    | Lieu   | Résultat | Épreuve   |
| ---- | ------------------------------ | ------ | -------- | --------- |
| 2006 | Championnats du monde en salle | Moscou | 2e       | 4 × 400 m |
| 2009 | DécaNation                     | Paris  | 1re      | 400 m     |
| 2010 | DécaNation                     | Annecy | 1re      | 400 m     |

### Records
| Épreuve | Épreuve   | Performance | Lieu    | Date            |
| ------- | --------- | ----------- | ------- | --------------- |
| 400 m   | Plein air | 50 s 39     | Athènes | 13 juillet 2009 |
| 400 m   | Salle     | 52 s 26     | Boston  | 25 février 2007 |